# Lubraniec-Parcele
Lubraniec-Parcele (Lubraniec-Majątek) – wieś w Polsce położona w województwie kujawsko-pomorskim, w powiecie włocławskim, w gminie Lubraniec.
W latach 1975–1998 miejscowość administracyjnie należała do województwa włocławskiego. Według Narodowego Spisu Powszechnego (III 2011 r.) liczyła 338 mieszkańców. Jest drugą co do wielkości miejscowością gminy Lubraniec.